# 萨尔胡松乡
萨尔胡松乡，是中华人民共和国新疆维吾尔自治区阿勒泰地区阿勒泰市下辖的一个乡镇级行政单位。

## 沿革
萨尔胡松，系厄鲁特蒙古语译音，为“黄芦苇”之意。元朝时期是大河驿，蒙古大军西征时，此地成为重要转移军粮货物的运输站。清朝时期仍然保留驿站，光绪三十二年（1906年）当地进行屯田，随后改为民办。1921年，建立阿勒泰县时，设置萨尔胡松村。1976年，从红星公社（克木齐公社）析出成立萨尔胡松牧场。1984年，改为萨尔胡松乡。该地位于阿勒泰市市区西南，距市区62公里，面积1428.3平方公里，有哈萨克族、汉族、回族等民族构成，其中哈萨克族占绝对多数。苏木达依日克河、额尔齐斯河流经乡境。

## 经济
2011年新疆“兴边富民行动”中，阿勒泰市总投资575万元，共实施项目7个，其中包括萨尔胡松乡优质马铃薯种植项目30万元、萨尔胡松乡牧道桥建设项目200万元。同年萨尔胡松乡优质马铃薯种植、萨尔胡松乡牧道桥建设项目已实施完毕。

## 行政区划
萨尔胡松乡下辖以下地区：
散德克库木村、库尔尕克托干村、喀拉铁热克村、萨尔胡松村和库尔特村。

## 图库

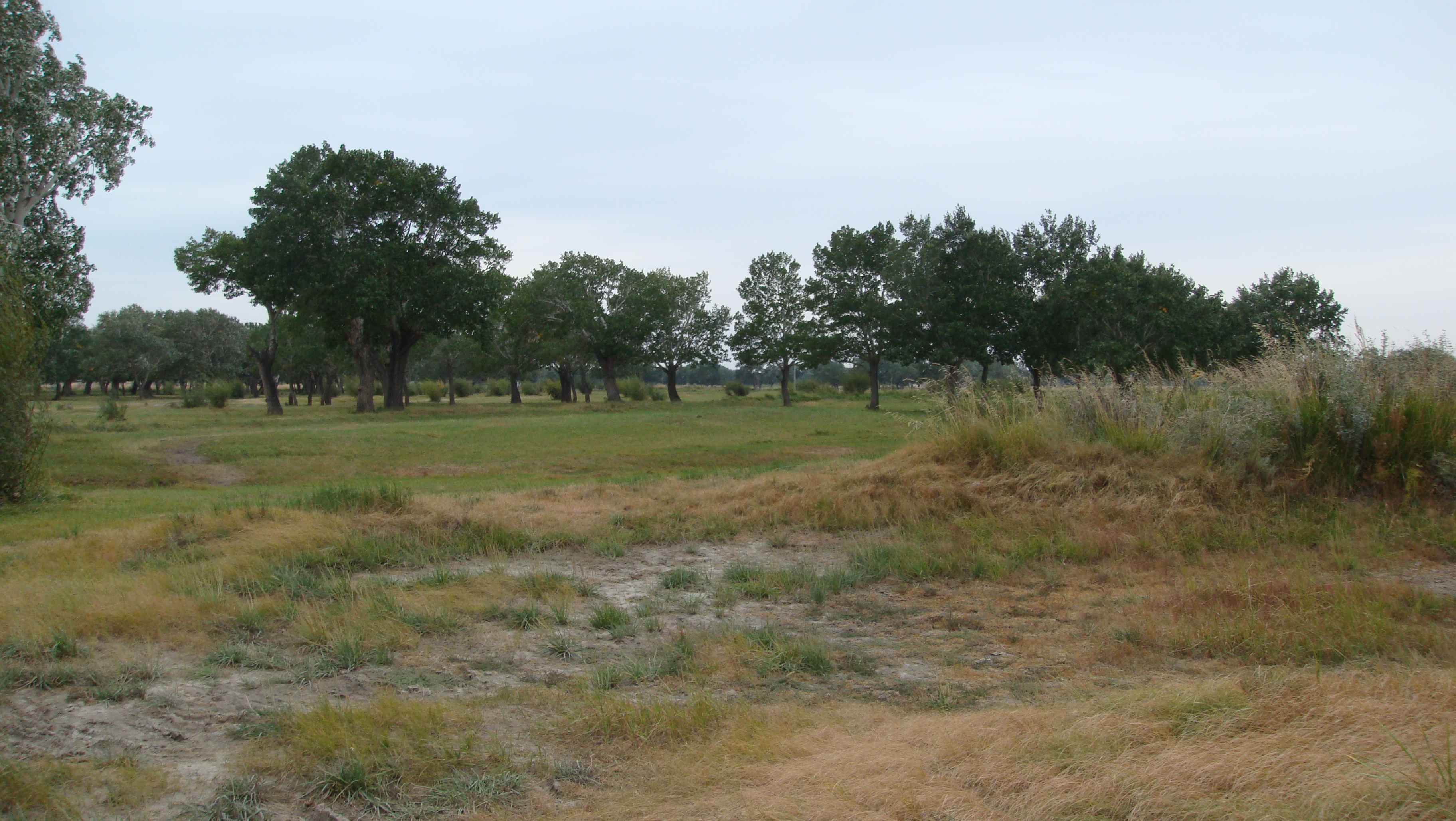
2010年9月12日萨尔胡松额尔齐斯河湿地风景
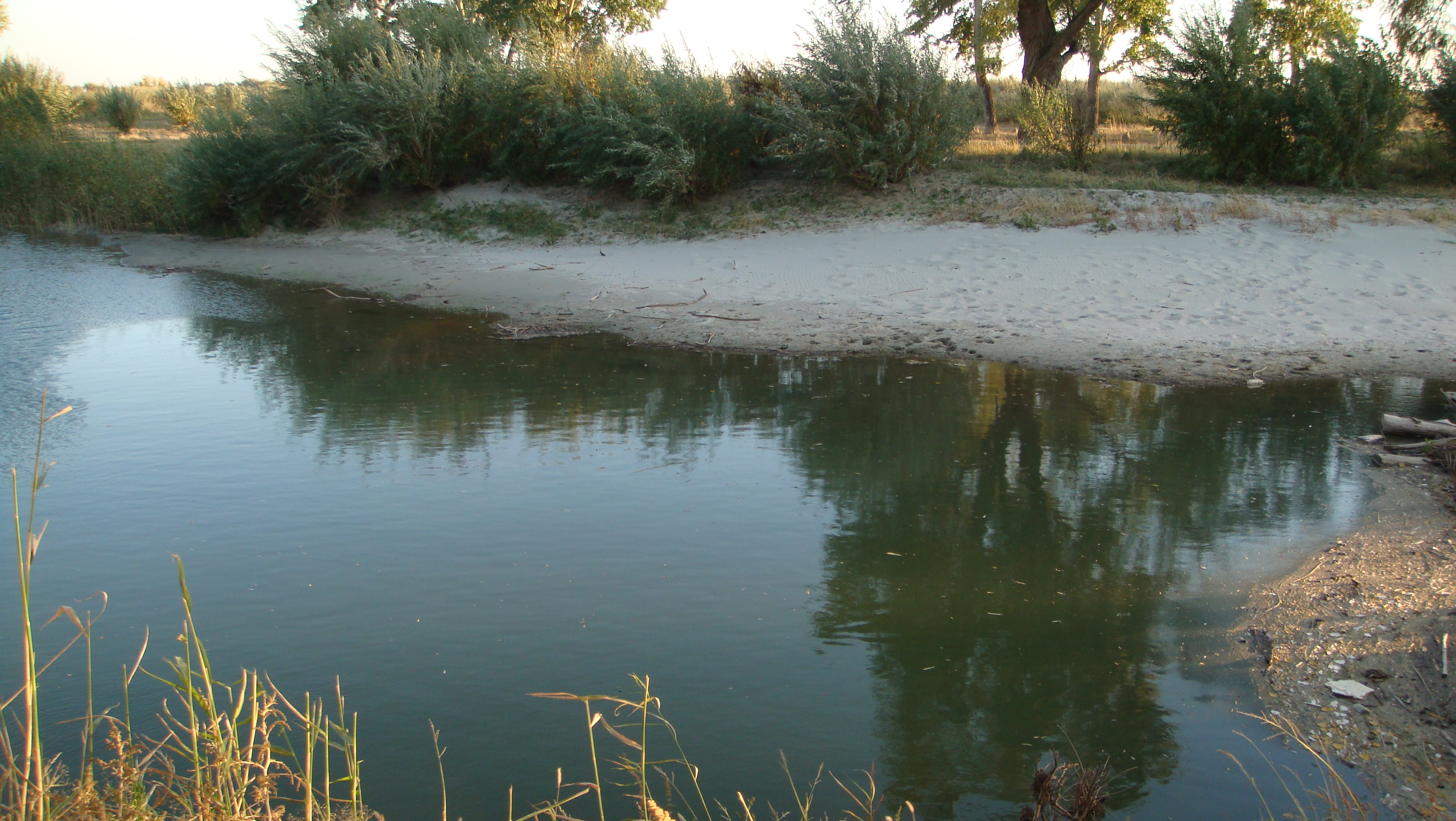
萨尔胡松的岔河
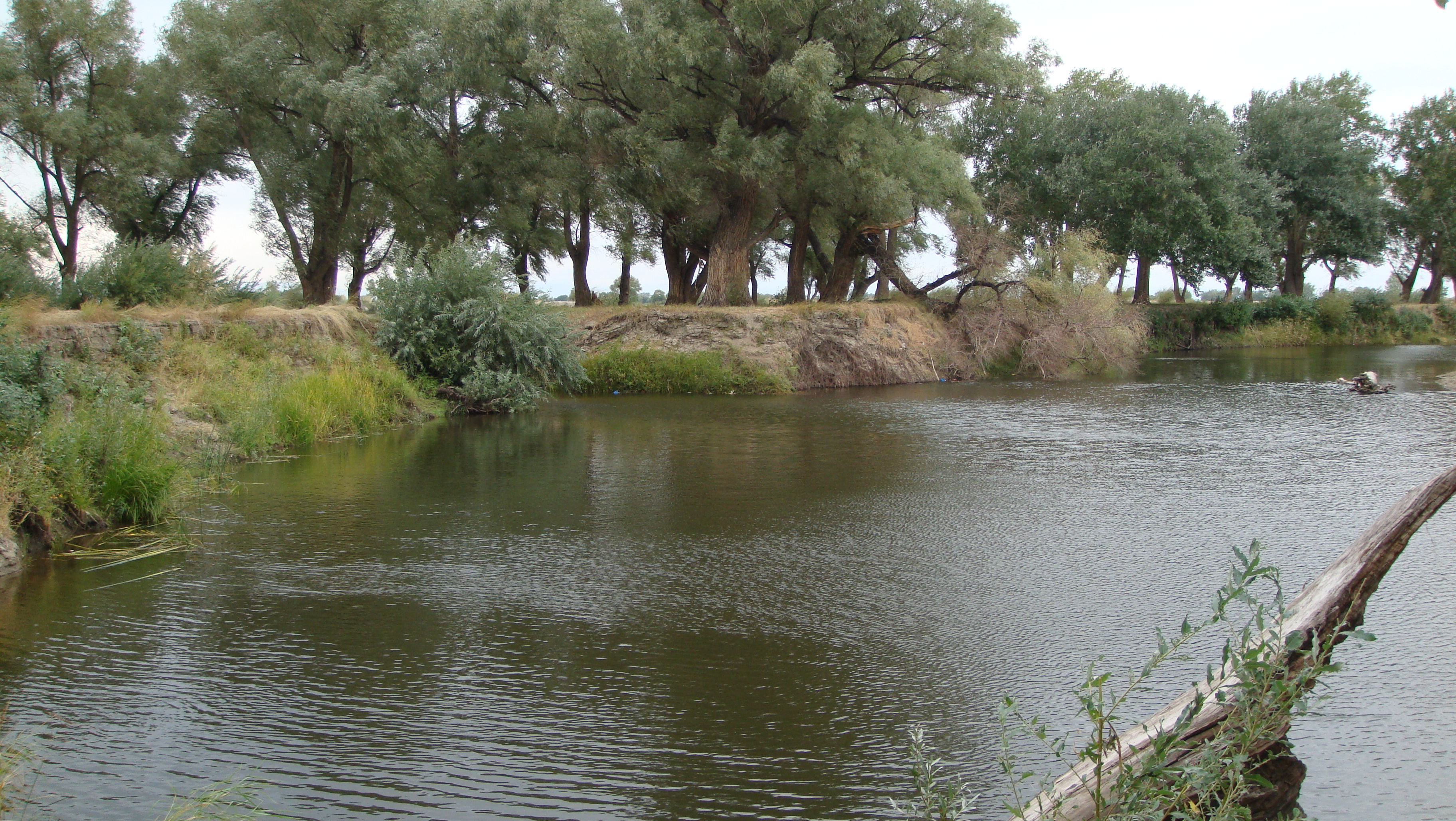
萨尔胡松额尔齐斯河胡杨林
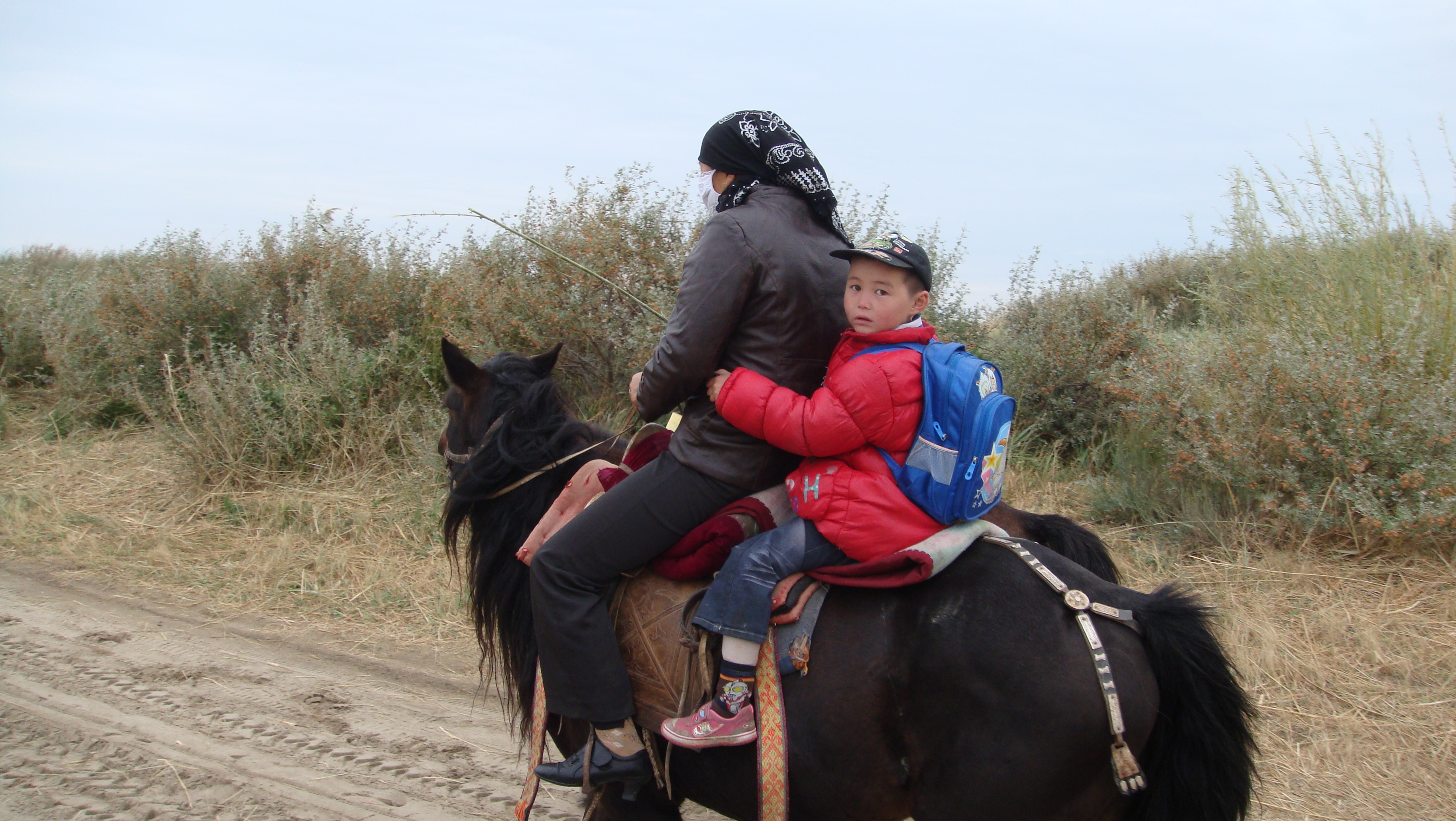
2010年9月12日哈萨克妇女骑马送孩子上学
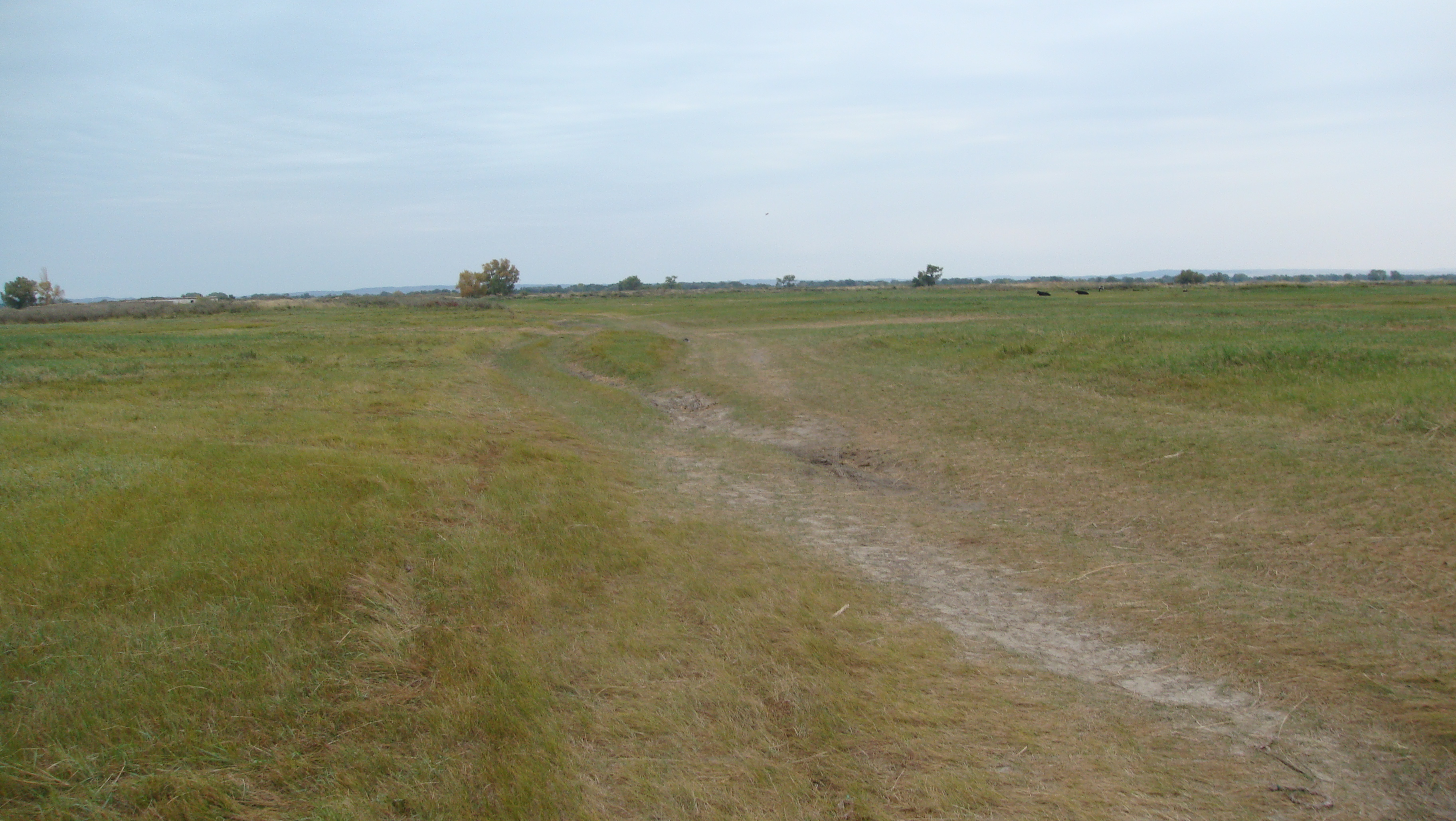
2010年9月12日萨尔胡松额尔齐斯河湿地风景
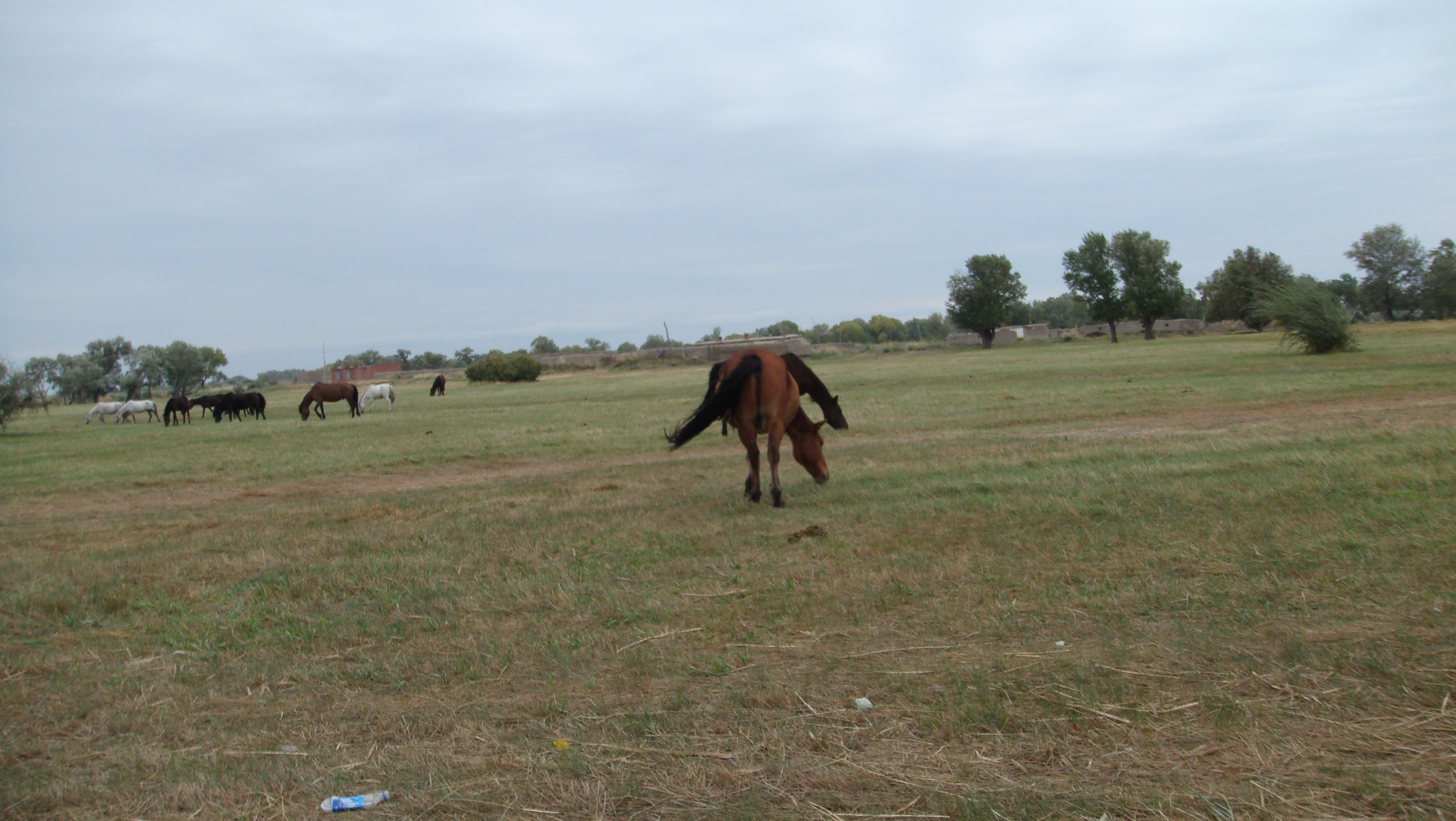
2010年9月12日萨尔胡松额尔齐斯河湿地风景
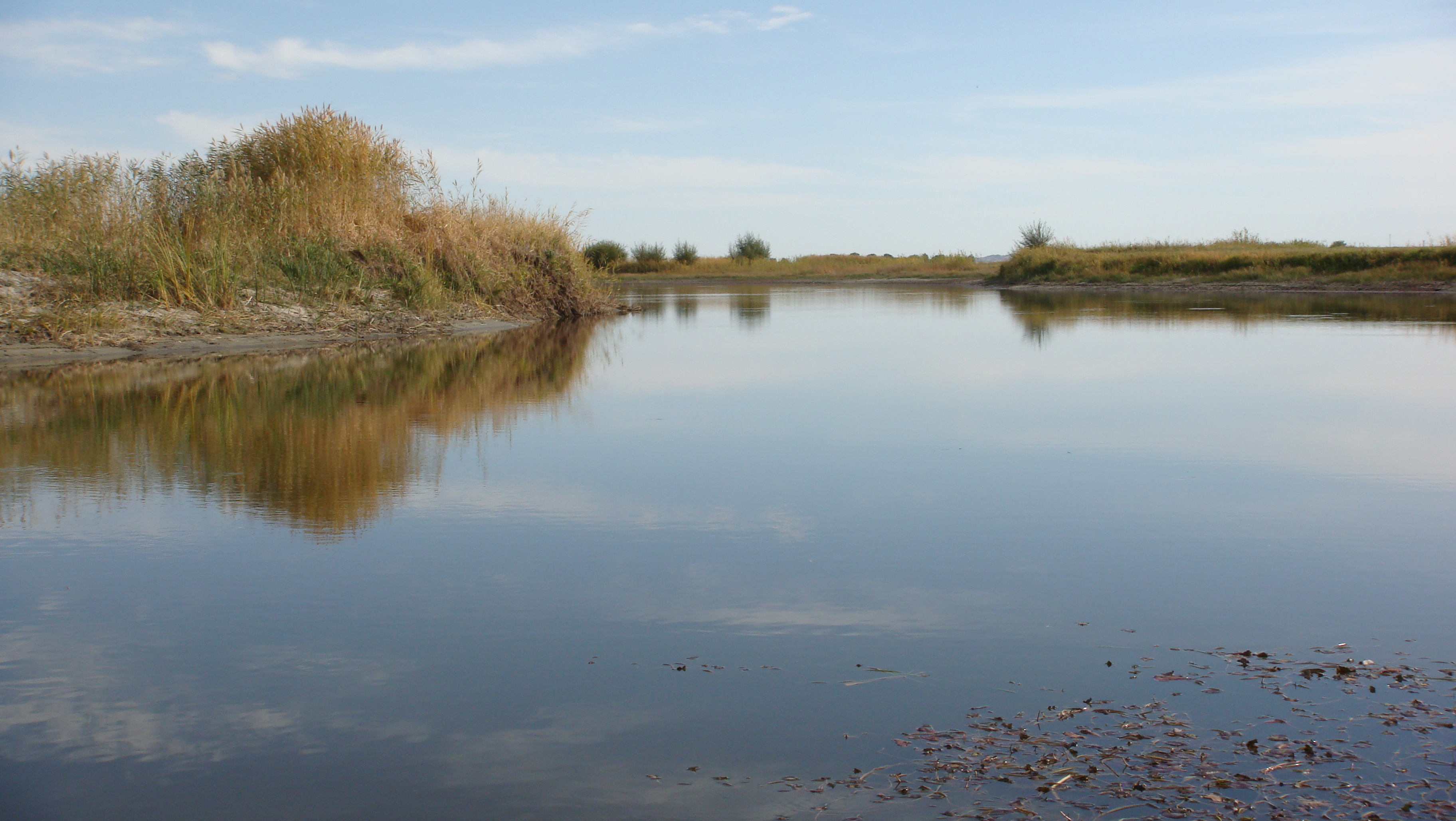
额尔齐斯河的萨尔胡松的湿地